# エセイ・ハアンガナ
エセイ・ハアンガナ（Esei Haangana、1999年4月21日 - ）は、ジャパンラグビーリーグワン埼玉パナソニックワイルドナイツに所属するラグビーユニオン選手。

## プロフィール
- オーストラリア・シドニー出身[1]。
- ポジションはロック(LO)。
- 身長 198 cm、体重 112 kg
- トンガサムライXVスコッドに選ばれたことがある[2]。
- U20オーストラリア代表に選ばれたことがある[3]。

## 来歴
セントポールズカトリック高校卒業後、メルボルン・ライジング、レベルズを経て、2020年、パナソニック ワイルドナイツ(現・埼玉パナソニックワイルドナイツ)に加入。
2021年2月20日にジャパンラグビートップリーグ第1節リコーブラックラムズ戦に先発出場で日本での公式戦初出場を果たす。